# فقدان الذاكرة نفسي المنشأ
فقدان الذاكرة نفسي المنشأ أو فقدان الذاكرة التفارقي هو اضطراب في الذاكرة نتيجة للتراجع المفاجئ في التذكر وفقدان الذاكرة المتعلقة بالسيرة الذاتية والتي تحدث لفترة من الزمن تتراوح ما بين عدة ساعات إلى أعوام.ولقد تم تعريف «فقدان الذاكرة التفارقي» كاضطراب فصامي «حيث تتسم فجوات الذاكرة بتذكر رجعي، وتتضمن هذه الفجوات عدم القدرة على تذكر المعلومات الشخصية، وعادة ذات الطابع المؤلم أو المجهد.» والتغيير من (DSM-IV) إلى (DSM-5)، ويندرج الشرود الفصامي الآن تحت فقدان الذاكرة التفارقي.
يعتبر اضطراب الذاكرة متلازمة سريرية شاذة (على عكس فقدان الذاكرة العضوي)، حيث أن الشخص المصاب باضطراب الذاكرة نفسي المنشأ غير قادر وبشكل كبير على تذكر المعلومات الشخصية عن نفسه. كذلك يعاني هذا الشخص من نقص الوعي والمعرفة الذاتية التي تؤثر حتى على المعرفة البسيطة لهذا الشخص، مثل من يكون هؤلاء. يتميز فقدان الذاكرة نفسي المنشأ عن فقدان الذاكرة العضوي في أنه من المفترض أن ينتج هذا النوع من الاضطرابات عن أسباب غير عضوية، حيث لا يوجد تلف أو تدمير في المخ أو البنية الدماغية أو وجود آفة في المخ واضحة ولكن قد تسهم بعض أشكال التوتر والإجهاد النفسي في فقدان الذاكرة نفسي المنشأ، ومع ذلك فقدان الذاكرة نفسي المنشأ كاضطراب في الذاكرة أمر مثير للجدل.
معلومات حول فقدان الذاكرة نفسي المنشأ:
يتم تعريف فقدان الذاكرة نفسي المنشأ بأنه عبارة عن وجود حالة من تراجع إلى الوراء في الذاكرة (عدم القدرة على استرجاع الذكريات المخزنة والتي سبقت بداية فقدان الذاكرة). وهذا يؤدي إلى عرقلة الذاكرة العرضية، ولكن تتباين درجة ضعف الذاكرة قصيرة المدى والذاكرة الدلالية والذاكرة الإجرائية بين الحالات المختلفة. إذا تأثرت عمليات الذاكرة الأخرى، فإنها عادة ما تكون أقل تأثيراً بكثير من فقدان الذاكرة المتعلق بالسيرة الذاتية للشخص نفسه، وهذا الأمر يتم اعتباره ميزة على فقدان الذاكرة نفسي المنشأ. ومع ذلك التنوع في ضعف الذاكرة بين حالات فقدان الذاكرة نفسي المنشأ، تثار التساؤلات حول المعايير العصبية النفسية الصحيحة، وذلك على الرغم من الدراسات المكثفة والتي تم إجرائها على مجموعة كبيرة من الحالات والتي أظهر القليل منها أن العيوب في الذاكرة محددة بفقدان الذاكرة نفسي المنشأ.
لقد أشارت الدراسات السابقة إلى أن فقدان الذاكرة نفسي المنشأ يمكن أن يكون «في موقف محدد» أو «موقف عابر»، والنوع السابق يشير إلى فقدان الذاكرة لحادثة معينة، والنوع الثاني يتعلق بفجوات فقدان ذاكرة الاسترجاع لعدة سنوات في نطاق الهوية والمعلومات الشخصية. ومن الأمثلة الأكثر شيوعاً على فقدان الذاكرة النفسي العابر الشامل «حالات الشرود» والتي يحدث خلالها فقدان رجوعي مفاجئ للذاكرة المرتبطة بالمعلومات الشخصية والسيرة الذاتية، مما يؤدي إلى ضعف في تذكر الهوية الشخصية وعادة ما تكون مصحوبة بفترة تعجب وتيه. لقد تم تحديد الحالات المشتبه بها خلال الدراسة التي تمتد عام 1935 والتي أجرها كلاً من أبلس وشيلدر. هناك العديد من الحكايات السريرية لفقدان الذاكرة النفسي أو النسيان التفارقي بسبب الضغوط التي تتراوح ما بين تحرش جنسي بالأطفال إلى رجوع الجنود من القتال.
المسبب:
تعتبر المسببات العصبية لفقدان الذاكرة النفسي من الأشياء المثيرة للجدل. فإنه حتى في حالات النسيان العضوي، وحيث وجود الآفة أو تلف في المخ، يتعين توخي الحذر في تحديد السبب، إلا في حالات الضرر المباشر لمناطق المخ المتعلقة بمعالجة الذاكرة، فإنه من الممكن أن يؤدي هذا الأمر إلى ضعف في الذاكرة. من الممكن أن يكون الكشف عن الأسباب العضوية لفقدان الذاكرة صعباً، وغالباً ما تكون الأسباب العضوية والنفسية متداخلة. الفشل في تحديد السبب العضوي قد يؤدي إلى تشخيص فقدان الذاكرة على أنه نفسي، ومع ذلك فمن الممكن أن عدم الكشف عن الأسباب العضوية عند التشخيص، في حين قد يتم تعيين الأسباب الغير عضوية على أنها عضوية (مثل الصداع النصفي)، حتى على الرغم من عدم وجود ضرر وظيفي واضح. كذلك يجب أن يؤخذ التمارض بعين الاعتبار عند تشخيص الحالة. وقد حذر بعض الباحثين من تطور فقدان الذاكرة النفسي إلى «سلة مهملات» عندما لا يكون فقدان الذاكرة العضوي غير واضح. وقد سارع بعض الباحثين الآخرين في الدفاع عن فكرة فقدان الذاكرة النفسي وحق صاحبها في تشخيصه على أنه يعاني من اضطراب سريري. ومن المثير للاهتمام أن نلاحظ أن تشخيصات فقدان الذاكرة النفسي انخفضت منذ الاتفاق في مجال النسيان العابر الشامل. كذلك توجد تكهنات حول فقدان الذاكرة النفسي (النسيان النفسي) بسبب التشابه مع النسيان الرجوعي الخالص، حيث أنهما يشتركان في فقدان الذاكرة الرجوعي (عدم القدرة على الاسترجاع). أيضاً، وعلى الرغم من عدم وجود ضرر وظيفي أو تلف في الدماغ واضح في حالة النسيان الرجوعي الخالص، فعلى عكس فقدان الذاكرة النفسي لا يعتقد أن المحفزات النفسية أو السيكولوجية لا تمت بصلة لحالة النسيان الرجوعي. المحفزات النفسية مثل الإجهاد العاطفي والمنتشر في حياتنا اليومية، وحتى الآن يعتبر فقدان الذاكرة الرجوعي الخالص نادراً جداً. كذلك لا يعني عدم تحديد الضرر العضوي أنه غير موجود وأنه من المرجح أن توجد العوامل النفسية والأسباب العضوية في فقدان الذاكرة الرجوعي.
المقارنة مع النسيان العضوي:
من المفترض أن يختلف فقدان الذاكرة النفسي عن النسيان العضوي (فقدان الذاكرة العضوي) في عدد من الطرق. أحدها يتمثل في أنه عكس النسيان العضوي، يعتقد أن النسيان النفسي يحدث عندما لا يوجد أي ضرر أو تلف في الدماغ أو عدم وجود أي آفات واضحة. المحفزات النفسية دائماً ما تسبق فقدان الذاكرة النفسي. العديد من دراسات الحالة القصصية قدمت دليل على أن فقدان الذاكرة النفسي ينشأ من التجارب المؤلمة مثل الحرب العالمية الثانية. وكما ذكرنا سابقاً، تبقى مسببات النسيان النفسي مثير للجدل، حيث أن السبب دائماً غير واضح. الشيء المشترك بين جميع الحالات هو وجود الضغط النفسي والنسيان العضوي. في كثير من الأحيان، ولكن ليس بالضرورة، يكون التاريخ المرضي السباق للمرض النفسي مثل الاكتئاب حاضراً جنباً إلى جنب مع محفزات التوتر النفسي. عدم وجود دليل نفسي تدل على حالة النسيان لا يعني أنه غير موجود، فعلى سبيل المثال الصدمة في الطفولة من الممكن أن تسبب فقدان في الذاكرة لاحقاً في الحياة، ولكن هذه الحجة تتعرض لمخاطر أن يتحول النسيان النفسي إلى مصطلح لأي من حالات فقدان الذاكرة التي ليس لها أي سبب عضوي واضح. ونظراً لصعوبة تحديد النسيان العضوي، فإن تحديد الفرق بين النسيان العضوي والنفسي ليس سهلاً وغالباً ما يتم أخذ التجارب والخبرات في الحسبان عند التشخيص (على سبيل المثال، إذا كانت هناك حالة لتعاطي المخدرات)، وكذلك الأعراض التي تظهر على المريض. من المفترض اختلاف النسيان (فقدان الذاكرة النفسي) عن النسيان العضوي نوعياً، حيث أن النسيان الرجوعي للذاكرة المتعلقة بالسيرة الذاتية يحدث على الرغم من سلامة الذاكرة الاستدلالية. هناك اختلاف أخر بين النسيان النفسي والعضوي وهو أن التدرج الزمني للنسيان الرجوعي في السيرة الذاتية. التدرج الزمني للنسيان في معظم حالات النسيان العضوي أشد في الفترة التي تسبق المرض مباشرة، بينما بالنسبة للنسيان النفسي، فإن التدرج الزمني للنسيان النفسي كبيراً باستمرار. على الرغم من وجود العديد من الدراسات حول النسيان النفسي والتي تتباين مع النسيان العضوي، إلا أن التمييز بين السمات النفسية والعصبية غالباً ما يكون صعباً ويبقى الأمر مثيراً للجدل.
التشخيص:
من الممكن تقييم نشاط الدماغ للنسيان النفسي باستخدام تقنيات التصوير مثل (fMRI PET, EEG) وفقاً للبيانات السريرية. لقد أشارت بعض الأبحاث إلى أن النسيان العضوي والنفسي يشتركان إلى حد ما في نفس هيكل وتركيب المنطقة الهيكلية الصدغية للمخ. وقد أشير إلى أن العجز في الذاكرة العرضية قد يرجع إلى وجود خلل وظيفي في الجهاز الحوفي، في حين تم الإشارة إلى أن العجز أو العيوب في الهوية الذاتية ترجع إلى التغيرات الوظيفية المرتبطة بالقشرة الجدارية الخلفية. نكرر دائماً بأنه يجب توخي الحذر عند محاولة تحديد العلاقة السببية وذلك لأنه من الممكن أن يكون السبب والنتيجة متداخلان.
العلاجات:
نظراً لتحديد النسيان النفسي بأنه ناجم عن عدم وجود ضرر أو تلف مادي في المخ، فأنه من الصعب تحديد العلاج بالطرق المادية. ومع ذلك، فإن التمييز بين فقدان الذاكرة العضوي والتفارقي يوصف بأنه خطوة أساسية في العلاجات الفعالة. لقد حاول العلاج في الماضي تخفيف النسيان النفسي عن طريق معالجة العقل نفسه، من خلال الاسترشاد بالنظريات التي تتراوح من المفاهيم مثل «نظرية الخيانة» إلى فقدن الذاكرة بسبب التعاطي مما سبب فقدان الذاكرة.
غالباً ما تدور محاولات العلاج حول اكتشاف الصدمة التي تسببت في فقدان الذاكرة، بالإضافة إلى الاعتماد على الأدوية مثل المهدئات التي تعطى عن طريق الوريد (في كثير من الأحيان (تكون مصل الحقيقة أو الثقة) وهي العلاجات التي كانت أكثر شهرة في علاج فقدان الذاكرة النفسي أثناء الحرب العالمية الثانية، وقد تم استبدال هذه الأدوية بعقاقير البنزوديازيبينات في وقت لاحق. كان يعتقد أن أدوية أو عقاقير «مصل الثقة» تعمل من خلال جعل الذاكرة المؤلمة أكثر قبولاً عند التعبير عنها من خلال تخفيف قوة العاطفة التي تتعلق بالذاكرة. تحت تأثير هذه العقاقير (الحقيقة)، ربما يكون المريض أكثر استعداداً للتحدث بسهولة عما حدث له. ومع ذلك المعلومات المستخلصة من المريض تحت تأثير العقاقير مثل المهدئات قد تكون مزيجاً ما بين الحقيقة والخيال، وبالتالي لا تعتبر علمية في جمع الأدلة الدقيقة للأحداث الماضية. وغالباً ما كان يهدف العلاج إلى معالجة المريض ككل وربما اختلفت الممارسة العملية في أماكن مختلفة. كان التنويم المغناطيسي أيضاً وسيلة مشهورة للحصول على المعلومات من الناس عن تجاربهم الماضية، ولكن مثل عقاقير«الحقيقة» لا يخدم هذا الأسلوب إلا خفض عتبة الإيحاء، بحيث يتحدث المريض بسهولة ولكن ليس بالضرورة أن يكون صادقاً. إذا لم يكن الدافع وراء فقدان الذاكرة واضحاً على الفور، فعادة ما كانت تسعى دوافع أعمق لفعل ذلك من خلال التشكيك في المريض بشكل مكثف، واستخدام التنويم المغناطيسي في كثيراً من الأحيان، وعقاقير «الحقيقة». في كثيراً من الحالات وجد أن المرضى يستشفون من فقدان الذاكرة من تلقاء أنفسهم، لذلك لم يكونوا محتاجين إلى العلاج.
في الثقافة الشعبية:
فقدان الذاكرة النفسي هو جهاز مؤامرة خيالية في العديد من الأفلام والكتب ووسائل الإعلام الأخرى. ومن الأمثلة على ذلك شكسبير الملك لير الذين عانوا من فقدان الذاكرة والجنون بعد خيانة بناته، وشخصية نيانا في أوبرا 1978 نيكولاس دلاياراس، جاكي شان في فليم من أنا، وشخصية تير بوير في 24 لروي جيبس، وشخصية فيكتوريا لورد في فيلم حياة واحدة نعيشها، وشخصية برين في الجلد الغامض، وشخصية جاسون بورن في ثلاثية بورن